# ФК Суиндън Таун
Футболен Клуб Суиндън Таун (на английски: Swindon Town Football Club) е професионален английски футболен отбор. От сезон 2007/08 се състезават в Английска първа футболна лига. Играят домакинските си срещи на стадион Каунти Граунд, Суиндън, с капацитет от 14 700 места.

## История

### 1881 – 1945
Клубът е основан 1881, а през 1894 придобива професионален статус. Първоначално се присъединява към южната футболна лига, където губи няколко пъти професионалния си статут и се налага да се кандидатира за връщането си в нея. Най-забележителният футболист през ранните години на клуба е Харолд Флеминг, който се състезава през 20-те години на 20. век. Той има 202 гола в 234 мача за Суиндън и 9 мача за Английския национален отбор по футбол. В Суиндън има негова статуя, както и улица, носеща неговото име ('Fleming Way').
По време на Втората Световна Война много от играчите постъпват в армията, а Каунти Граунд е военна база.

### 1945 – 1979
След войната Суиндън се състезава в по-ниските дивизии на Англия, но клубът намира проницателни мениджъри в лицето на Ърни Хънт, Бърт Хийд и Дани Уилямс. През 1969 г. побеждава Арсенал с 3:1 на финала за Купата на лигата, което се оказва и единственото им постижение в турнира в тяхната история. Вкаралият два от головете Дон Роджърс е и с основна заслуга за победата над Наполи с 5:2 (след два мача) за Англо-италианската купа през 1970.

### 1980 – 1991
Под ръководството на Лу Макари през 1980-те Суиндън се изкачват от Четвърта и Трета английски дивизии и се очаква да стигнат най-високото ниво в първенството, когато Макари напуска и поема Уест Хям Юнайтед. Един от най-добрите му играчи, Освалдо Ардилес заема ролята на играещ треньор. Оси Ардилес започва кариерата си в Суиндън доста успешно, като извежда отбора до успех в плейофите за промоция от Втора дивизия още през първия си сезон начело на клуба (1989/90). Но Суиндън биват обвинени в нарушение на 36 члена от правилата на Лигата (скандал, довел до шестмесечна присъда на тогавашния президент Браян Хилър и пробация за финансовия консултант Винс Фарар) и биват понижени в Трета дивизия, давайки промоция до Първа дивизия на Съндърланд и на Транмиър Роувърс до Втора дивизия. След подадената контестация на Суиндън все пак е позволено да остане във Втора дивизия, но отборът едва избягва отпадане през сезон 1990/91 и в края му Ардилес напуска, за да отиде в Нюкасъл Юнайтед и да направи място на бившия играч на Тотнъм Хотспър и националния отбор на Англия Глен Ходъл като играещ треньор.

### 1991 – 1999
Още в първия сезон от създаването на Първа английска дивизия (1992/93) Ходъл извежда Суиндън до победа над Лестър Сити в плейофите за промоция, което означава, че за първи път на Каунти Граунд ще се играе футбол от най-горно ниво. Глен Ходъл обаче напуска в посока Челси едва седмици след промоцията на отбора, а неговият асистент Джон Горман не успява да вкара отбора в ритъма на Премиършип. Само офанзивният стил на игра и головете на Ян Ааге Фьортофт радват феновете и отборът отпада от Премиършип със само 5 победи от 42 мача и 100 допуснати гола. На следващата година Суиндън отпада от Първа дивизия и Горман e уволнен, макар и късно за спасение, а на негово място идва 33-годишният играч на Манчестър Сити – Стив МакМеън.
МакМеън доказва, че е кадърен мениджър и спечелва промоция до Първа дивизия през 1996 година. Слаб сезон довежда Суиндън отново на ръба на изпадане и МакМеън е уволнен, за да бъде заместен от бившия нападател на клуба Джими Куин. През сезон 1997/98 Куин успява да задържи отбора в дивизията, но клубът е във финансова криза – цената на играта в Премиършип се оказва прекалено висока и Суиндън имат милиони паунда дългове.
Закупуването на отбора в края на сезон 1999/2000 осигурява финансовата стабилност на отбора, но не и спасението им от изпадане във Втора дивизия. Куин е уволнен от новите собственици, които се обръщат към бившия мениджър на Болтън Колин Тод (спечелил промоция до Премиършип през 1997) с желанието да възвърнат предишната слава на тима. Въпреки няколкото нови покупки, Суиндън прави ужасен старт на сезон 2000/01 и Тод напуска през ноември, за да стане асистент-мениджър в Дарби Каунти. Дотогавашният му асистент Анди Кинг бива временно „повишен“ до позицията на мениджър и успява да спаси Суиндън от второ поредно изпадане.

### 2000 – 2011
Новият директор Дони Дониган уволнява Кинг през сезон 2001/02 и на негово място идва Рой Еванс (бивш мениджър на Ливърпул), а за асистент е назначен Нийл Ръдок. Стилът, наложен от Еванс, е приятен за гледане, но не и особено ефективен. Когато Дониган напуска клуба през декември 2001, Еванс също се оттегля от поста и на помощ отново идва Анди Кинг, който успява да закрепи отбора в средата на таблицата. В това време клубът отново има финансови проблеми, но продължава да съществува като професионален.
Сезон 2002/03 започва с отстраняването на Ръдок от отбора (Ръдок е смятан за наследник на Кинг), но след началните кръгове и лоши резултати в тях, шефовете, а дори и Кинг, започват да търсят нов мениджър с ясното намерение Кинг да остане на някаква длъжност в клуба. Недоволството в клуба бива бързо потушено с най-успешната изобщо покупка на Кинг – Сам Паркин, отбелязал 26 гола в първия си сезон в клуба. Суиндън завършва сезона в челната десетка.
Сезон 2003/04 е още по-голямо подобрение. Сам Паркин заедно с бившия играч на Бирмингам Сити и Уотфорд Томи Мууни оформят най-успешния нападателен тандем в дивизията. Двамата вкарват общо над 40 гола във всички състезания, в които вземат участие, и помагат на Суиндън да спечели място в плейофите за промоция в Първа дивизия. Промоцията все пак не се осъществява след като Суиндън губят с дузпи от Брайтън, а Мууни напуска отбора, за да подпише с Оксфорд Юнайтед.
Сам Паркин продължава да е най-добрият играч на клуба и в следващия сезон (2004/05), вкарвайки общо над 20 гола във всички състезания. Суиндън завършва в средата на класирането и логично Паркин влиза в полезрението на отбори, състезаващи се в Чемпиъншип, като Крю Александра и Уотфорд. Ипсуич Таун подписва с голмайстора за неназована сума. Анди Кинг прави опит да замести дупката, останала след продажбата на най-добрия му играч, и купува дуото на К.П.Р. в лицето на Джейми Къртън и Тони Торп. И двамата не успяват да оправдаят очакванията и единствено Рори Фалън вкарва повече от 1 гол от игрално положение – успех за Фалън, който миналия сезон играе под наем в Йоувил Таун.
След четири поредни загуби Анди Кинг е уволнен и е заместен на поста от отговарящия за младежката школа на клуба и бивш нападател на отбора Ифи Онуора, който успява да спаси тима от изпадане във Втора лига.
След смяна на няколко безуспешни мениджъри на 26 декември 2008 е назначен Дани Уилсън. Уилсън помага на Суиндън да запази статуса си на тим от Първа лига и завършва на 15-а позиция през първия си сезон с клуба.
Сезон 2009/10 започва позитивно за клуба и тимът посреща новата година само на точка от втората позиция, даваща право на директна промоция в Чемпиъншип. В крайна сметка Суиндън Таун завърша сезона на 5-а позиция и по този начин се изправя в полуфинални плейофи срещу Чарлтън. Двете срещи завършват с разменени победи с по 2:1, но тимът на Дани Уилсън надделява над Чарлтън след изпълнение на дузпи (5:4). „Червеногръдките“ губят финала на Уембли срещу Милуол с 1:0 и остават в третото ниво на английския футбол. След загубения финал голмайсторът на Суиндън Били Пайнтър напуска клуба, за да се присъедини към Лийдс Юнайтед като свободен трансфер.
Сезон 2010/11 започва с големи надежди за промоция в Чемпиъншип. Реалността обаче се оказва съвсем друга и Суиндън се бори за оцеляване в Лига 1. След 11 поредни мача без победа, на 2 март 2011 Дани Уилсън напуска поста си. За негов заместник е назначен бившият мениджър на Нотингам Форест и Портсмут Пол Харт, но и той не е способен да стабилизира клуба. След поредица лоши резултати към 23 април 2011 Суиндън Таун е закотвен на последното място в Лига 1 с 38 точки от 43 мача и почти сигурно изпада във Втора лига.

## Известни бивши футболисти
- Освалдо Ардилес
- Харолд Флеминг
- Глен Ходъл
- Алън Макклъфлин
- Томи Мууни
- Нил Ръдък
- Джон Тролъп
- Сам Паркин
- Мел Нърс
- Франк Бъроуз
- Майкъл Карик